# 노진선
노진선은 대한민국의 영어 번역가이다. 숙명여자대학교 영어영문학과를 졸업했다. 요 네스뵈의 해리 홀레 시리즈와 피터 스완슨의 《죽여 마땅한 사람들》, 존 그린의 《거북이는 언제나 거기에 있어》를 번역했다.

## 저작
- 요 네스뵈 작품(비채)
  - 네메시스
  - 데빌스 스타
  - 레드브레스트
  - 레오파드
  - 리디머
  - 미드나잇 선
  - 블러드 온 스노우
  - 스노우맨
  - 아들

- 존 그레이 작품
  - 일터로 간 화성남자 금성여자(들녘미디어)

- 존 그린 작품
  - 거북이는 언제나 거기에 있어(북폴리오)

- 엘리자베스 길버트 작품
  - 결혼해도 괜찮아(솟을북)
  - 먹고 기도하고 사랑하라(민음사)

- 피터 스완슨 작품(푸른숲)
  - 아낌없이 뺏는 사람
  - 죽여 마땅한 사람들
  - 312호에서는 303호 여자가 보인다

- 로버트 제임스 월러 작품
  - 고원의 탱고(황금부엉이)
  - 나의 외로움이 너를 부를 때(황금부엉이)